# Paolo Revelli Beaumont
Paolo Revelli Beaumont (Torino, 1871 – Genova, 1956) è stato un geografo italiano.

## Biografia
Originario di una famiglia di antica nobiltà piemontese, allievo del geografo torinese Guido Cora, nel 1898 svolse le funzioni di segretario alla Mostra delle Esplorazioni all'interno dell'Esposizione generale italiana che si tenne a Torino in quell'anno.
Finita l'Esposizione visse in Sicilia fino al 1904 dove si pubblicò vari resoconti geografici e dove analizzò i manoscritti di interesse geografico raccolti nella Biblioteca di Palermo.
In seguito visse a Milano e poi insegnò geografia nell'Università di Genova dall'ottobre 1913 al 1946 di cui fu rettore dal 10 novembre 1923 al 31 ottobre 1925 all'alba del fascismo. Dal 1928 divenne socio dell'Accademia dei Lincei. Contribuì allo sviluppo della geografia politica, anche se si concentrò molto sulla geografia storica in particolare sulla storia delle esplorazioni e sui viaggi di Cristoforo Colombo e nel 1951 si occupò per il comune di Genova di organizzare le manifestazioni del 500° della nascita di Cristoforo Colombo. Amico di Achille Ratti futuro papa Pio XI che era un appassionato alpinista e del principe Luigi Amedeo di Savoia-Aosta visitò per oltre mezzo secolo Courmayeur a cui fu molto legato.
Inoltre già nel 1921 fu favorevole a spostare il confine di stato al Brennero sullo spartiacque alpino.
A Paolo Revelli di Beaumont è dedicata una via a Genova nel centralissimo quartiere di San Fruttuoso.

## Opere principali
- L'Italia nella Divina Commedia, Genova, 1923
- Terre d'America e archivi d'Italia, Genova, 1926
- Cristoforo Colombo e la scuola cartografica genovese, Genova, 1937
- Colombo, Genova, 1941